# (541096) 2018 RS9
(541096) 2018 RS9 es un asteroide perteneciente al cinturón de asteroides descubierto el 6 de octubre de 2008 por el equipo del Mount Lemmon Survey desde el Observatorio del Monte Lemmon, Arizona, Estados Unidos.

## Designación y nombre
Designado provisionalmente como 2018 RS9.

## Características orbitales
2018 RS9 está situado a una distancia media del Sol de 2,272 ua, pudiendo alejarse hasta 2,773 ua y acercarse hasta 1,770 ua. Su excentricidad es 0,220 y la inclinación orbital 2,776 grados. Emplea 1250,86 días en completar una órbita alrededor del Sol.

## Características físicas
La magnitud absoluta de 2018 RS9 es 18,2. 